# Allée Père-Michel-Riquet
L'allée du Révérend-Père-Michel-Riquet est une voie du 6e arrondissement de Paris, dans le quartier de l'Odéon.

## Situation et accès
Elle est située place Saint-Sulpice, entre la fontaine des Quatre-Évêques et le parvis de l'église Saint-Sulpice.

## Origine du nom
Elle rend hommage au révérend père Michel Riquet (1898-1993), prêtre engagé dans les deux conflits mondiaux (1914-1918, 1939-1945) et humaniste. Il œuvra au rapprochement entre les juifs, les chrétiens, les musulmans et les francs-maçons.

## Historique
Cette allée porte sa dénomination depuis un arrêté municipal du 27 septembre 2000.